# 雷定二世
雷定二世（拉丁語：Caelestinus PP. II；？—1144年3月8日）原名卡斯泰洛的圭多（Guido di Castello），1143年9月26日當選教宗，同年10月3日即位至1144年3月8日為止。